# Abacaria levu
Abacaria levu is een schietmot uit de familie Hydropsychidae. De soort komt voor in het Australaziatisch gebied.